# دوري اسطنبول لكرة القدم 1907–08
دوري اسطنبول لكرة القدم 1907–08 هو موسم من دوري اسطنبول لكرة القدم ‏. فاز فيه Moda F.C. ‏.